# Koiki-koen-mae (métro d'Hiroshima)
Koiki-koen-mae (広域公園前駅, Kōiki-kōen-mae-eki) est une station de la ligne Astram du métro d'Hiroshima. Elle est située dans l'arrondissement d'Asaminami à Hiroshima au Japon.

## Situation sur le réseau
Établie en aérien, Koiki-koen-mae est la station terminus nord de la ligne Astram. Elle est située avant la station Ozuka, en direction du terminus sud Hondori.

## Histoire
La station Koiki-koen-mae est mise en service le 20 août 1994, lors de l'ouverture à l'exploitation de la ligne Astram.

## Services aux voyageurs

### Accès et accueil
La station est ouverte tous les jours.

### Desserte
Koiki-koen-mae est desservie par les rames de la ligne Astram : 
- voie 1 : descente uniquement
- voie 2 : direction Hondori

Installations et desserte
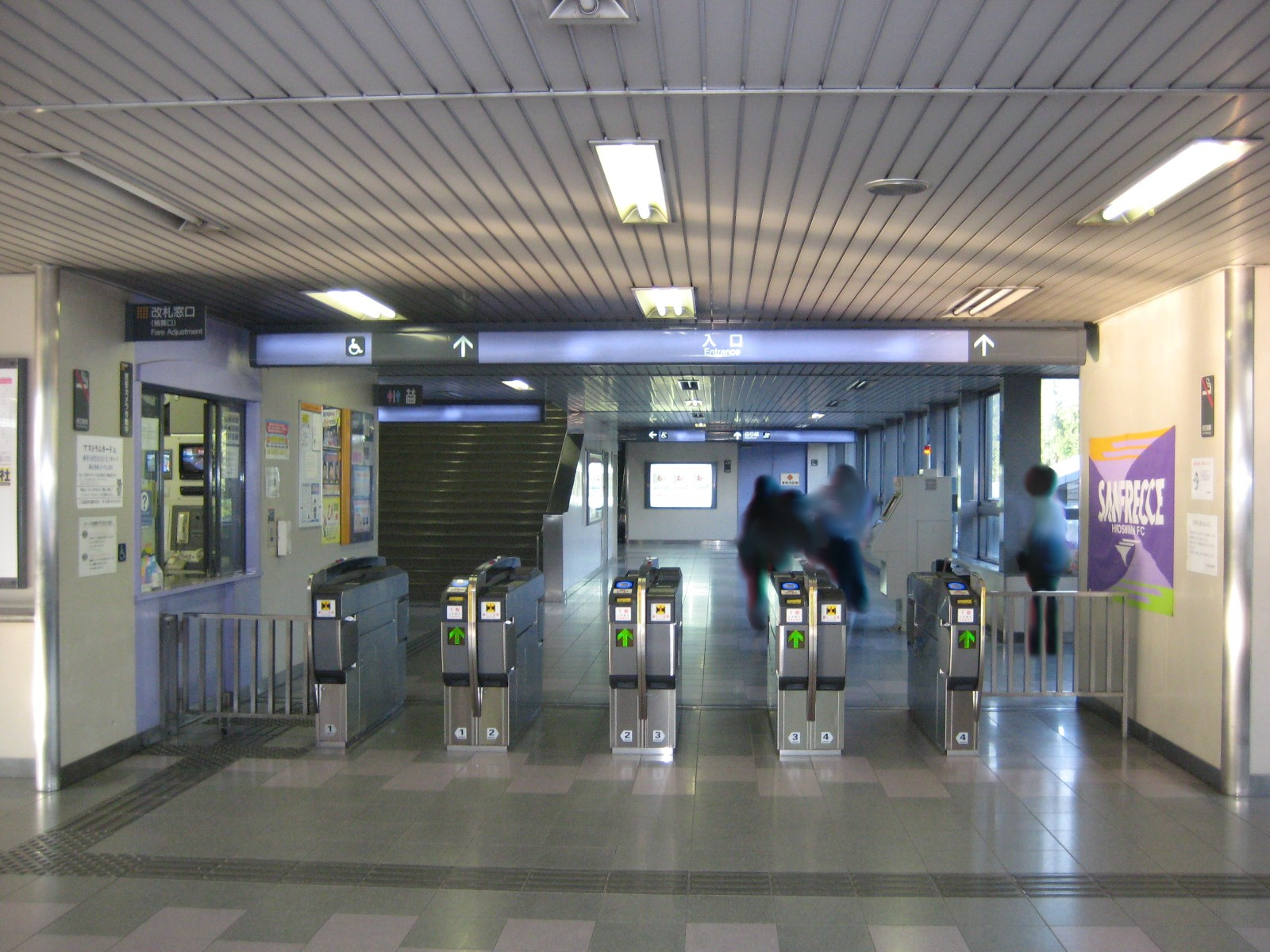
Barrière de contrôle
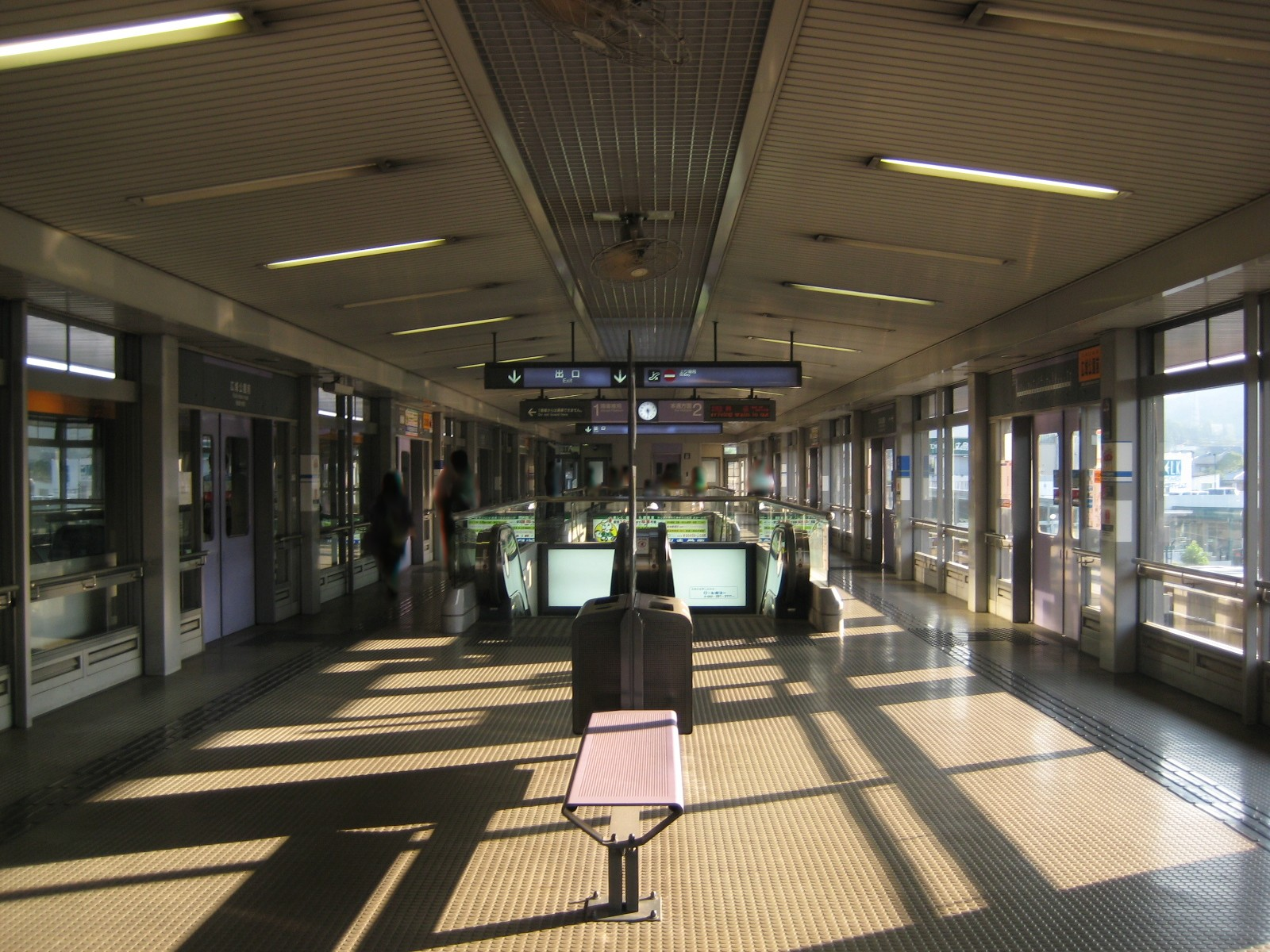
Quai de la station

## Dans les environs
- Grande Arche d'Hiroshima